# Военные традиции

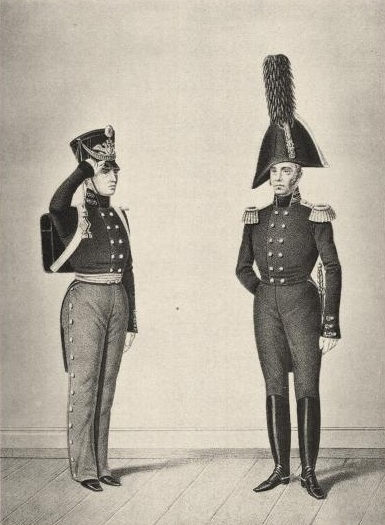
Выполнение воинского приветствия (воинской чести старшему по званию) — одна из распространённых боевых традиций.
На рисунке обер-офицер Гвардейской пешей артиллерии приветствует генерала Русской Императорской армии.
1808—1809 годы

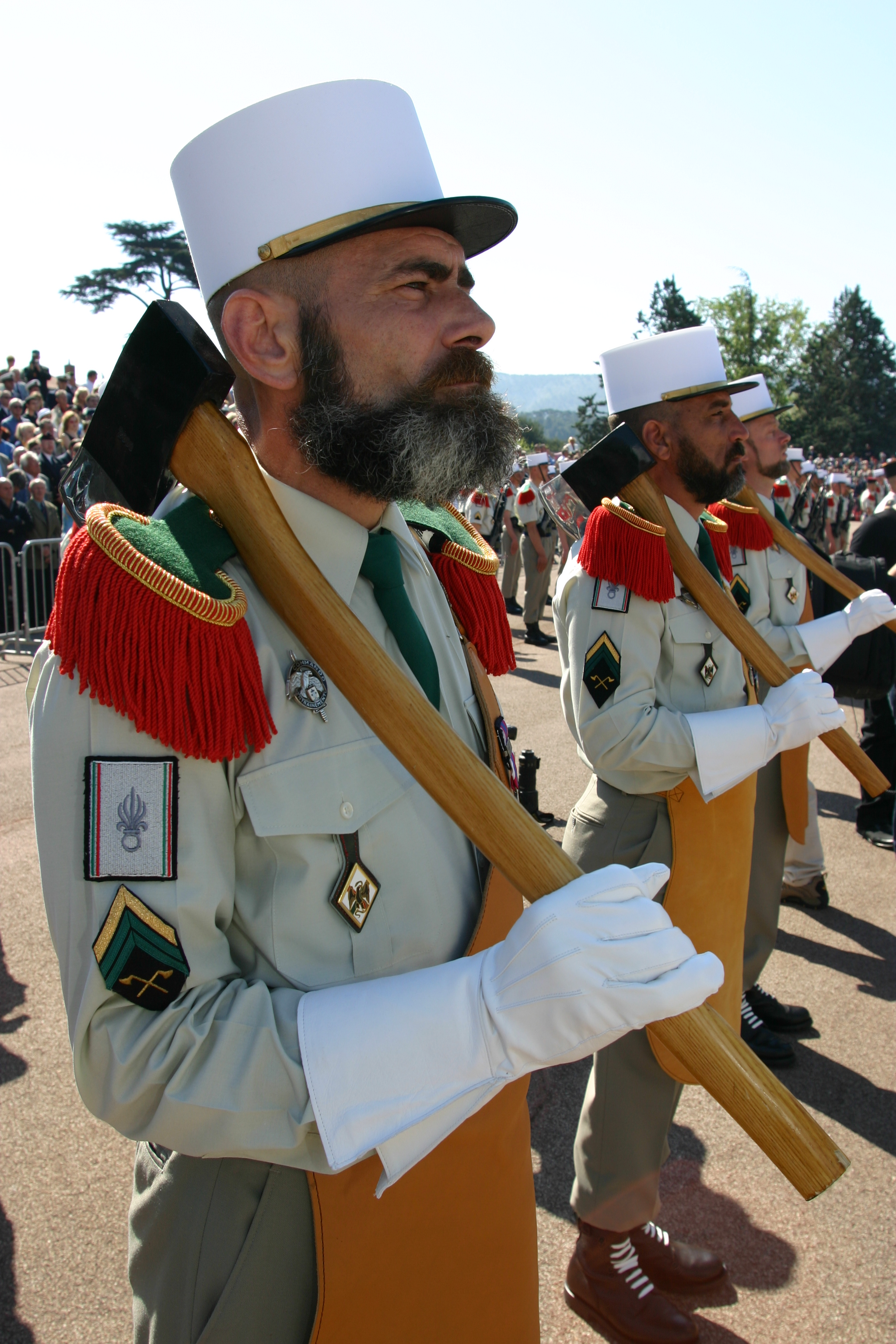
Консерватизм в парадной военной форме — одна из основных военных традиций.
На фото сапёр Иностранного легиона Франции.
Традиционные элементы экипировки и формы: топор, кожаный фартук, белые перчатки, борода

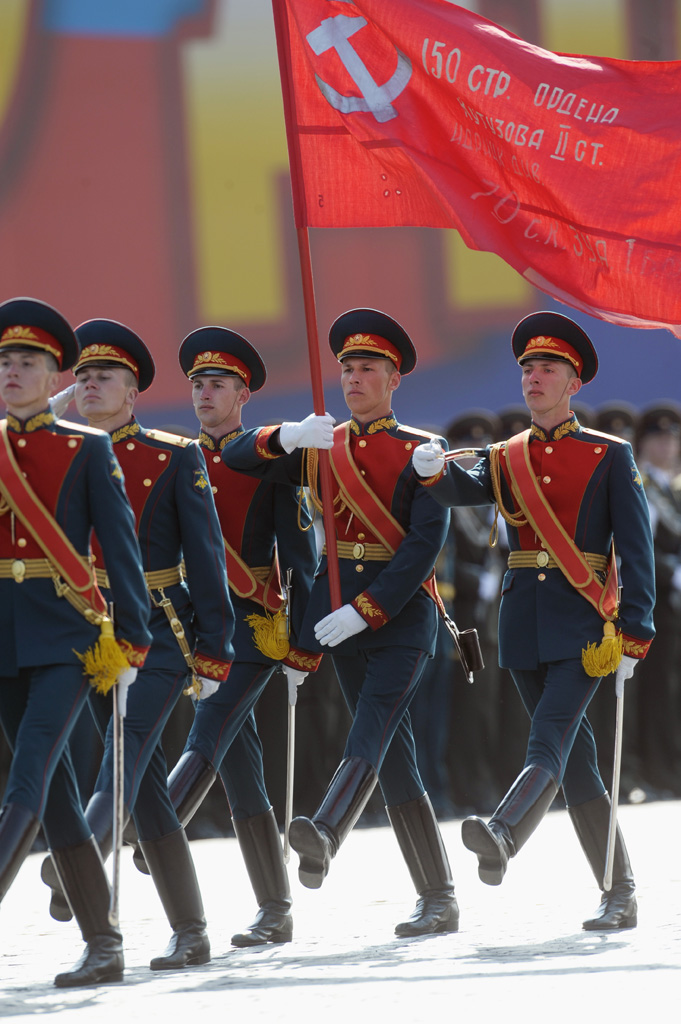
Вынос Знамени Победы — военная традиция на параде в День Победы в СССР и Российской Федерации.
Москва. 9 мая 2008 года

Военные традиции (Боевые традиции, Воинские традиции) — исторически сложившиеся в вооружённых силах государства правила, обычаи, обряды и нормы поведения военнослужащих, как в мирное так и в военное время, которые передаются из поколения в поколение, накапливаются и становятся добровольно соблюдаемыми принципами, обеспечивая преемственность прошлого, настоящего и будущего. 
Соблюдение военных традиций является основой поддержания высокого боевого духа среди военнослужащих и элементом морального воспитания личного состава вооружённых сил.

## Классификация военных традиций
Военные традиции, проведение которых официально закреплено в воинских уставах, принято считать боевыми традициями.
Некоторые исследователи разделяют воинские традиции, передающиеся от поколения к поколению, на три составляющие: боевые, учебно-боевые и повседневные.
Также существуют негласные (неофициальные) воинские традиции, которые не регламентированы какими-либо уставами и передаются от военнослужащих начавших служить раньше — военнослужащим прибывшим на службу позже (от одного поколения военнослужащих следующему поколению).

## Боевые традиции

### Элементы военных традиций
Главными военными традициями (боевыми традициями) являются:
- почитание Боевого Знамени части. Военно-морского флага корабля;
- приверженность военных к парадной военной форме, отражающей национальные особенности и историю государства;
- проявление верности воинскому долгу и военной присяге;
- проявление героизма и самоотверженности в бою;
- взаимная выручка воинов, войсковое товарищество;
- личный пример мужества и храбрости офицера;
- забота командира о сохранении жизней подчинённых;
- почитание подвигов и вклада в вооружённые силы;
- отдание воинских почестей погибшим;
- почитание командирa и сохранение его жизни в бою;
- негативное отношение к военнослужащим, совершившим предательство и проявившим трусость в бою;
- гуманное обращение с военнопленными и мирным населением противника и другое.

### Носители и источники военных традиций
Носителями военных традиций являются как отдельные военнослужащие, категории военнослужащих, так и в целом подразделения, части (корабли), соединения армии и флота и другие воинские формирования государства.
В вооружённых силах любого государства могут быть свои военные традиции. Военные традиции возникают в результате развития общества под воздействием исторических условий, специфики национальной жизни и военной истории народа, особенностей государственно-политического устройства, господствующего в обществе идеологии, характера и предназначения вооружённых сил.
На военные традиции накладывает свой отпечаток духовная культура народов с последующим выражением в произведениях героико-патриотического эпоса и в национальной военной символике.
Большинство нравственных норм, служащих основой военных традиций, вносятся в текст воинских уставов и военной присяги, получая таким образом не только моральную необходимость, но и юридическую значимость.

### Осуществление военных традиций
Осуществление военной традиции в основном выражается в проведении ритуала (церемонии), который подчёркивает важность происходящего действия. Проведение всех ритуалов в деталях закреплено в строевых уставах: проведение торжественного марша, проведение парада, вынос боевого знамени на торжественное построение, церемонии с участием почётного караула и т. д.

### Примеры военных традиций

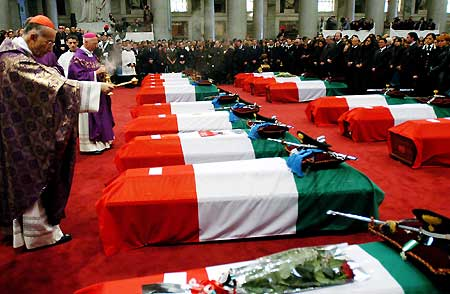
Распространённая во многих государствах военная традиция прощания с погибшими на службе военнослужащими.
На фото гробы с итальянскими солдатами, убитыми в Ираке, накрытые флагом Италии.
Рим. 2003 год

Ниже приведены примеры некоторых военных традиций, общих для вооружённых сил многих государств:
- ритуал принятия воинской присяги — торжественное мероприятие, которое в вооружённых силах различных государств по мере возможности осуществляется в памятных исторических местах;
- вынос боевых знамён на торжественные мероприятия;
- сохранение боевых знамён в ходе боевых действий. В годы Великой Отечественной войны соединение либо воинская часть, уничтоженная в окружении, повторно создавалась, если боевое знамя доставлялось военнослужащими, прорвавшимися из окружения за линию фронта. В случае, если утерянное в ходе боевых действий боевое знамя было найдено, части (соединению) возвращалось прежнее наименование[9];
- проводы военнослужащих — торжественный ритуал прощания личного состава части с военнослужащими, увольняемыми в запас либо уходящими в отставку;
- ритуал прощания с погибшими военнослужащими.

## Негласные воинские традиции
Среди военнослужащих, как офицеров, так и рядового состава, существуют негласные традиции взаимоотношений и поведения, не нормированные воинскими уставами и служебными инструкциями.

### Негласные традиции, дополняющие боевые традиции

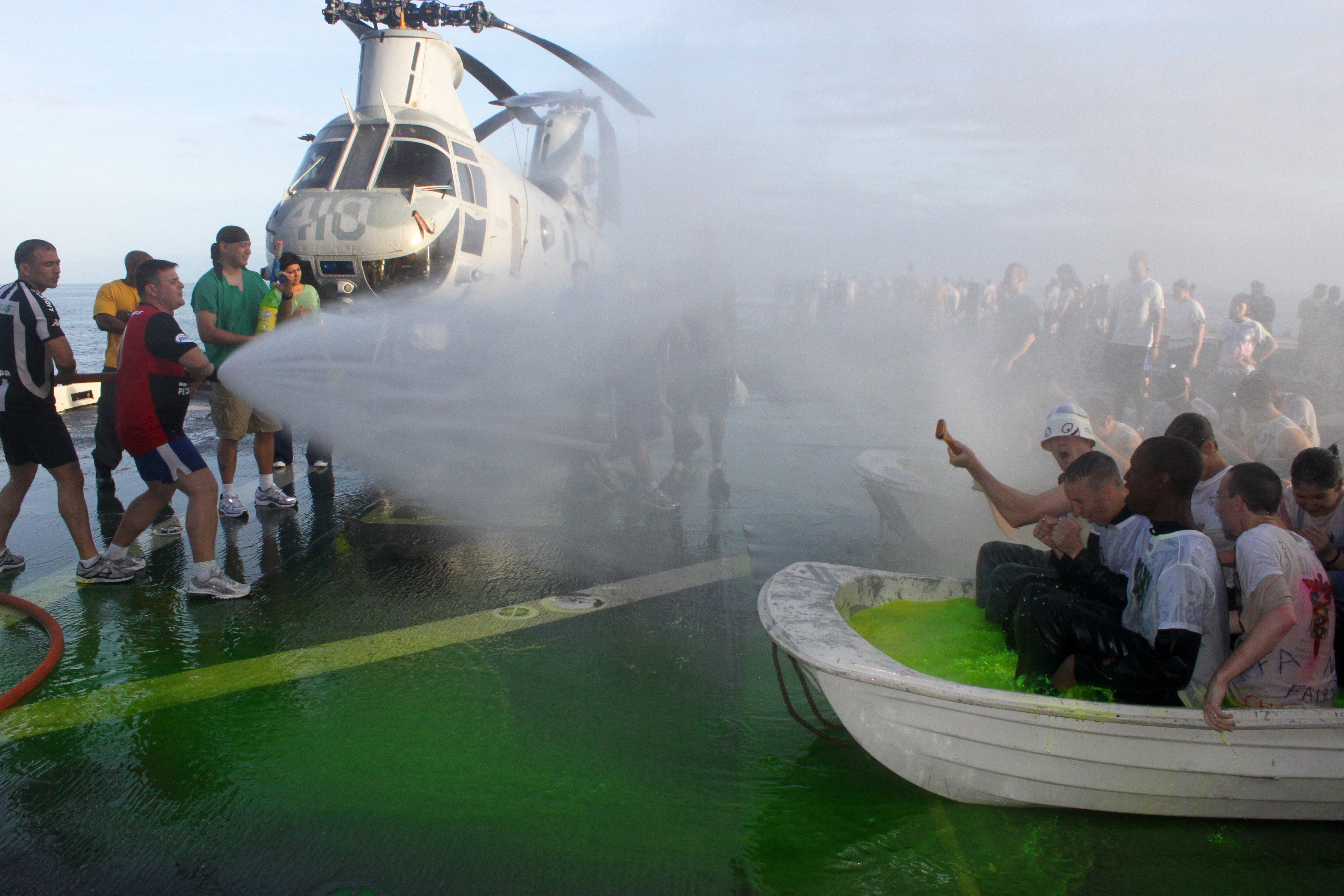
Праздник Нептуна — негласная военно-морская традиция в ВМФ многих государств.
На фото бразильские военные моряки на борту американского десантного корабля «New Orleans».
Тихий океан. 2010 год

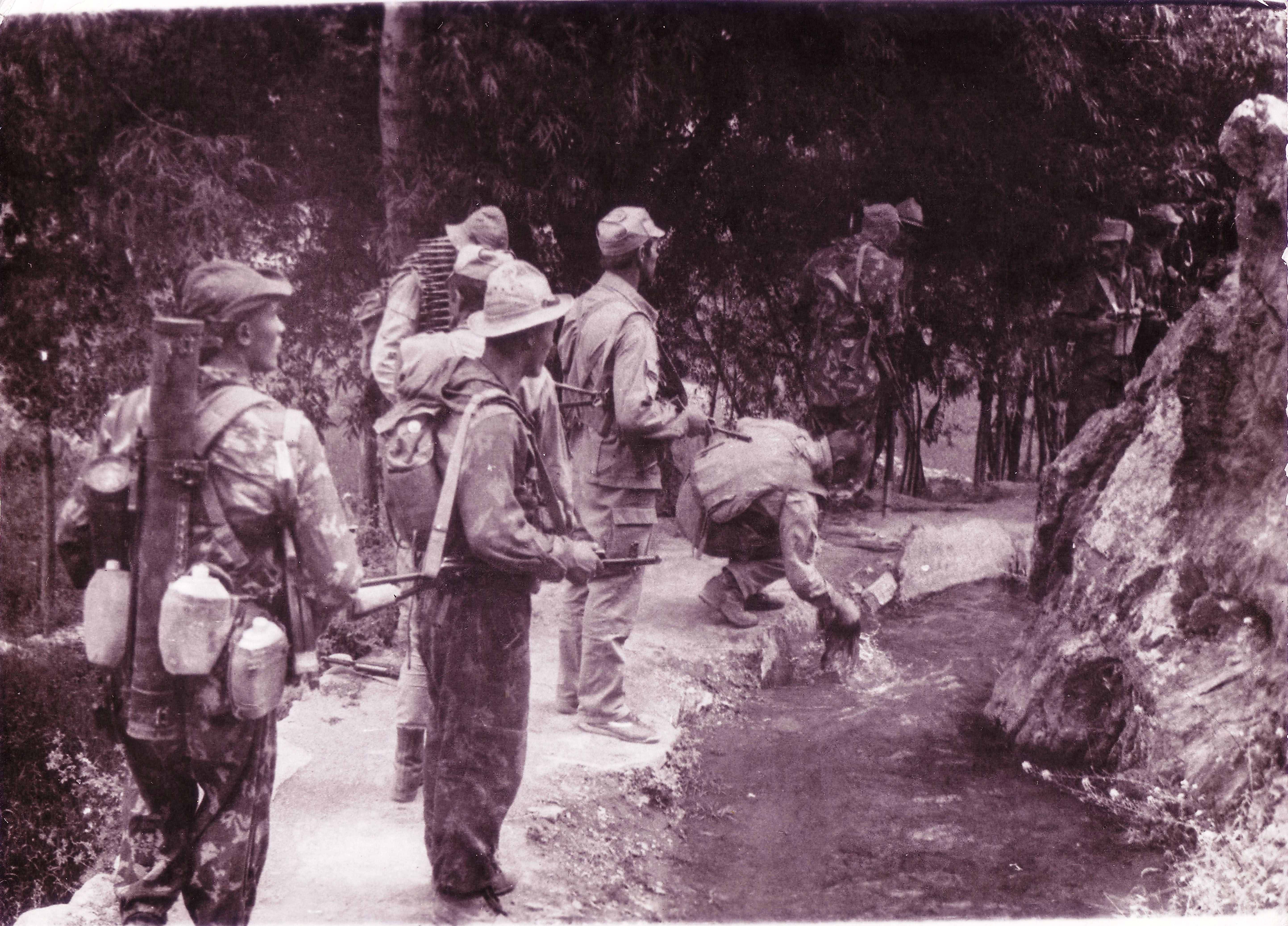
Негласная традиция носить индивидуальный перевязочный пакет в прикладе АКС-74, в качестве амулета, у десантников и горнострелков в годы Афганской войны.
В прикладе у военнослужащего в центре кадра

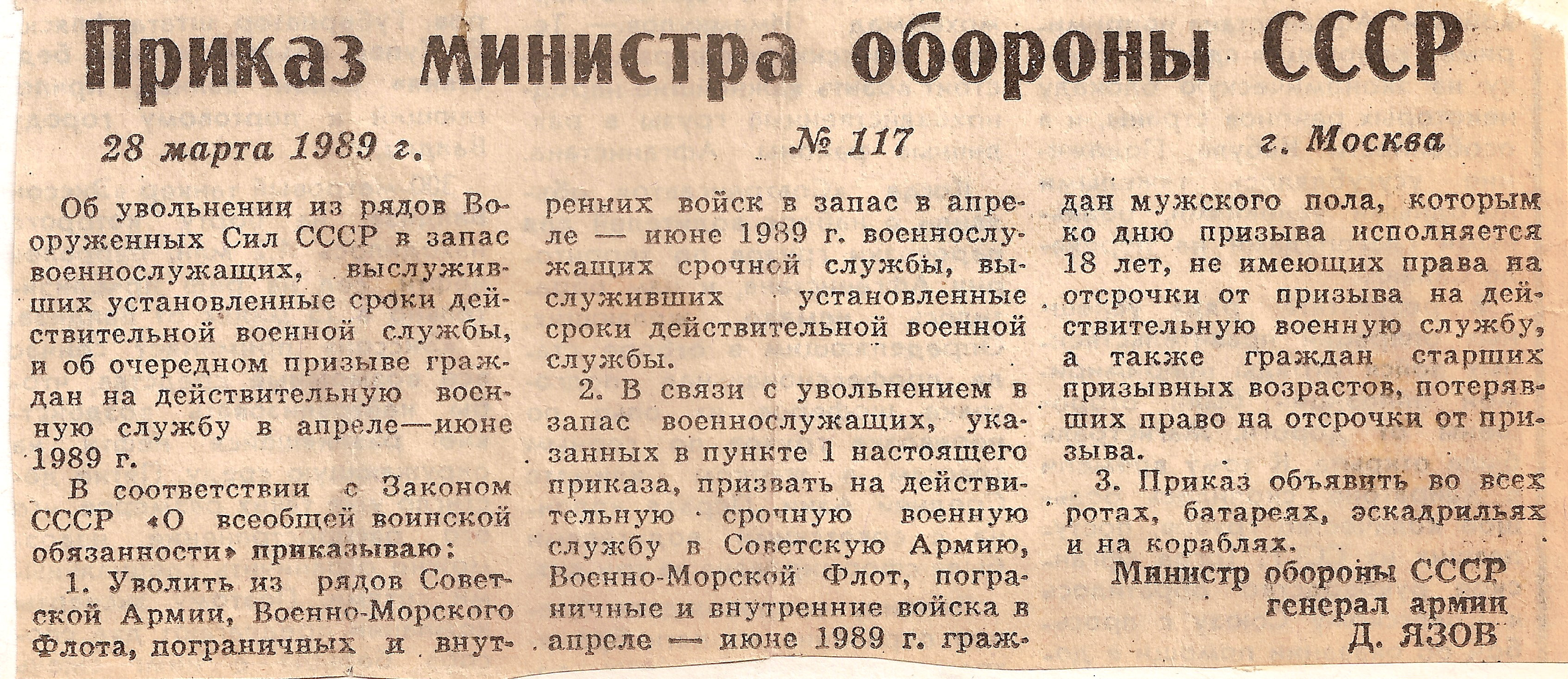
Текст Приказа Министра Обороны СССР в газете «Красная Звезда».
В традициях и ритуалах дедовщины подобные приказы об увольнении и призыве имели важную роль. Отсчёт всех иерархических ступеней и многие ритуалы были связаны с датами их публикации

Негласные традиции появились из опыта военной службы и служат поддержанию порядка, субординации и дисциплины — что в конечном счёте дополняет официально закреплённые в уставах боевые традиции.
В некоторых случаях традиция является выражением суеверий и фиксации примет в армейской среде, где выполнение служебных обязанностей сопряжено с риском для жизни военнослужащих (лётный состав, парашютисты, водолазы, сапёры и т. д.), либо связано с участием в боевых действиях, что в общем также служит поддержанию морально-психологического состояния военнослужащих и благоприятно влияет на выполнение поставленной боевой задачи. К примеру в годы Афганской войны 1979—1989 годов у советских военачальников существовала традиция не планировать боевые действия на 13-е число месяца.
Участие в боевых действиях порождает либо видоизменяет прежние негласные военные традиции, сохранившиеся от старших поколений. В ходе каждого военного конфликта появляются особые, характерные только ему ритуалы, «обряды» и «обычаи». Из истории Афганской войны экспертами отмечены следующие суеверия и приметы, ставшие источником традиционных действий военнослужащих, которые были заимствованы из опыта прошлых войн и были частично изменены и дополнены:
- совокупность запретов на некоторые действия перед выходом на боевые операции (не бриться, не надевать чистое белье, не дарить никому своих вещей, не разговаривать на определенные темы);
- традиции и обычаи в память об умерших (не занимать койку, не убирать вещи и фотографию в течение 40 дней, третий тост за погибших на застольях; не носить вещи убитых в бою, не использовать предметы и одежду погибших сослуживцев, не указывать на себе место ранения сослуживца, и т. п.);
- хранение личных амулетов и талисманов (ими могут быть не только религиозные символы);
- осуществление некоторых ритуалов по возвращении с боевых действий в пункт постоянной дислокации («вернулся в часть — посмотрись в зеркало»);
- коллективные привычки, выработанные по принципу рациональности и в дальнейшем закреплённые традициями боевого подразделения;
- придание каким-либо рациональным действиям (не указанным в уставах и служебных инструкциях) обоснования в мистическом плане (не участвовать в активных боевых действиях за два месяца до ротации кадров);
- традиции, свойственные некоторым воинским коллективам, часто связанные с военной специальностью или родом войск (традиция горнострелков и десантников носить индивидуальный перевязочный пакет внутри складного металлического приклада автомата как амулет).

В военно-морском флоте встречаются следующие негласные традиции:
- при движении на шлюпке — нельзя обгонять шлюпку, на которой следует старший командир (начальник);
- трап по правому борту корабля подаётся адмиралам, всем остальным трап подаётся по левому борту;
- отдание чести кораблями при встрече в море, при котором меньший корабль должен первым салютовать более крупному;
- проведение праздника Нептуна для тех, кто первый раз пересекает экватор.

Некоторые негласные традиции в военно-воздушных силах:
- нельзя перед полётом фотографироваться;
- нельзя занимать место командира в столовой или в служебном автотранспорте;
- нельзя справлять естественную нужду перед передней стойкой самолёта, но можно делать это сзади самолёта;
- для определения места в строю для замыкающего не применяется термин «последний» — используется только «крайний»;
- в сеансах радиосвязи лётного состава в русском языке принято произносить порядковые прилагательные от 50-го по 59-й с употреблением слова «полста» (к примеру вместо «…Я — триста пятьдесят седьмой…», принято говорить — «…Я — триста полста-седьмой…»).

### Негласные традиции неуставных взаимоотношений
В солдатской среде существуют негласные традиции неуставных взаимоотношений, не соответствующих действующему законодательству государства и по сути нарушающих законы и воинские уставы.
В армиях различных государств к таковым относится так называемая дедовщина, выражающаяся в негласной традиции подчинения молодых военнослужащих старослужащим. При дедовщине традиции, привычки и ритуалы взаимоотношений и поведения передаются от одного призыва к другому, от старшего к младшему, сохраняя тем самым преемственность комплекса взаимоотношений. Причём традиция доминирования старослужащих над более молодыми военнослужащими имеет давние корни и встречалась в Российской империи к примеру ещё в первой половине XIX века.